# Condado de Pecos
O Condado de Pecos é um dos 254 condados do estado americano do Texas. A sede do condado e sua maior cidade é Fort Stockton.
O condado possui uma área de 12 341 km² (dos quais 1 km² estão cobertos por água), uma população de 15507 habitantes, e uma densidade populacional de 1 hab/km² (segundo o censo nacional de 2010).
O condado foi fundado em 1871.